# Indeks topline
Indeks topline je veličina koja je izračunata na temelju izmjerene temperature zraka i njegove relativne vlažnosti. To je pokazatelj temperature kako je ljudski organizam subjektivno osjeća. Veličina je neimenovan broj, ali se može poistovjetiti s jedinicama temperature.
Ljudsko tijelo se normalno rashlađuje znojenjem, odnosno isparavanjem, čime se toplina odvodi s tijela. Međutim, ako je relativna vlažnost visoka, brzina isparavanja se smanjuje, a time je i rashlađivanje tijela manje nego kad je zrak suh. Vršena su mjerenja subjektivnih opisa osoba pri različitim kombinacijama temperature i vlažnosti zraka i sačinjen je indeks topline.

## Povijest
Indeks topline razvio je 1978. George Winterling, na temelju radova Roberta G. Steadmana, a američka Nacionalna meteorološka služba prihvatila ga je godinu kasnije. Kao i indeks hlađenja, i indeks topline sadrži pretpostavke o ljudskoj masi i visini, odjeći, fizičkoj aktivnosti, izloženosti suncu i drugim čimbenicima. Kako stvarne vrijednosti odstupaju od pretpostavljene, indeks topline ne odražava točno stvarno doživljenu temperaturu.

## Definicija
Indeks topline definiran je kao stvarna temperatura zraka kad je parcijalni tlak vodene pare jednak osnovnoj vrijednosti od 1,6 kPa. Pri standardnom atmosferskom tlaku (1013,25 hPa) ta vrijednost odgovara temperaturi rosišta od 14 °C i masenom udjelu od 1% (10 g vodene pare na 1 kg suhog zraka). To odgovara temperaturi zraka od 25 °C i relativnoj vlažnosti od 50%, na psihrometrijskoj karti na razini mora.

## Humidex
U Kanadi se umjesto indeksa topline koristi termin "humidex". Razlika je što humideks za izračun koristi temperaturu rosišta umjesto relativne vlažnosti. U suštini, indeks topline i humideks predstavljaju isti pojam, jer se temperatura rosišta može izračunati iz relativne vlažnosti, i obratno.

## Formula
Postoji više formula za izračun indeksa topline, odnosno humideksa. Kako se radi o pretpostavljenom (idealnom) modelu, u stvarnim uvjetima ima dosta odstupanja, tako da se ta formula može pojednostaviti:
{\displaystyle HI=T+{\frac {5}{9}}\cdot ((6.112\cdot 10^{\frac {7.5\cdot T}{(237.7+T)}}\cdot {\frac {\varphi }{100}})-10)}
Gdje je:
{\displaystyle HI\,\!} = indeks topline, odnosno humideks (neimenovani broj, odgovara vrijednosti °C)
{\displaystyle T\,\!} = ambijentalna temperatura (u °C)
{\displaystyle \varphi \,\!} = relativna vlažnost (u %)
Formula ima smisla samo za temperaturu iznad 26 °C i vlažnost zraka iznad 40%.

Pri povišenju vlažnosti dolazi do povećanja oblačnosti i oborina, zasićenost vodenom parom se smanjuje, tako da je na Zemlji najviši mogući indeks topline oko 70 °C. Zbog grafičkih razloga u tablici su date kombinacije temperature i vlažnosti koje se u prirodi ne mogu javiti, na primjer T=38°C i φ=90%, jer prelaze moguće količine vodene pare atmosferi.
| Tablica topline zbog utjecaja vlažnosti zraka |          | |  |
|                                               | 27 do 32 | Oprez - moguć zamor kod duže izloženosti i aktivnosti. Nastavak aktivnosti može prouzročiti toplinske grčeve.         |  |
|                                               | 32 do 41 | Pojačan oprez - moguća pojava toplinskih grčeva i iscrpljenosti. Nastavak aktivnosti može prouzročiti toplinski udar. |  |
|                                               | 41 do 54 | Opasnost - vjerojatni su toplinski grčevi i iscrpljenost. S nastavkom aktivnosti vjerojatan je toplinski udar.        |  |
|                                               | iznad 54 | Izuzetna opasnost - neminovan je toplinski udar!                                                                      |  |

Vrijednosti indeksa topline bazirani su na temperaturi mjerenoj u hladu, tako da je potreban pojačan oprez na suncu. Na suncu indeks raste za oko 8 °C.

## DHMZ
Državni hidrometeorološki zavod nema poseban indeks topline, već računa indeks toplinske ugode koji je klasificiran u devet kategorija, od iznimno hladnog (oznaka -4), preko ugodnog (oznaka 0) do iznimno vrućeg (oznaka +4). Za prognozu se podrazumijeva aktivnost lagane šetnje (3,2 km/h), "u hladu" (bez direktne izloženosti suncu).

## Vanjske poveznice
- Osjet ugode, tablice i formule, Meteorološka služba Australije (en.)
- Tablica indeksa topline, EuroWeather (en.)